# 1003
| [ Edytuj tabelę ]              |                                                                        |
| Książę Polski                  | - 992 Bolesław I Chrobry 1025                                          |
| Król Angkoru                   | - 1002 Dżajawirawarman 1010                                            |
| Król Anglii                    | - 978 Ethelred II Bezradny 1016                                        |
| Hrabia Aragonii i król Nawarry | - 1000 Sancho III Wielki 1035                                          |
| Hrabia Barcelony               | - 992 Rajmund Borrell 1017                                             |
| Książę Bawarii                 | - 995 Henryk IV 1005                                                   |
| Książę Burgundii               | - 1002 Otto Wilhelm 1004                                               |
| Cesarz Bizancjum               | - 976 Bazyli II Bułgarobójca 1025                                      |
| Car Bułgarii                   | - 976 Samuel Komitopul 1014                                            |
| Cesarz Chin                    | - 997 Song Zhenzong 1022                                               |
| Książę Czech                   | - 1002 Władywoj 1003 - 1003 Jaromir 1003 - 1003 Bolesław III Rudy 1003 |
| Król Danii                     | - 987 Swen Widłobrody 1014                                             |
| Władca Egiptu                  | - 996 Al-Hakim bi-Amr Allah 1021                                       |
| Król Francji                   | - 996 Robert II Pobożny 1031                                           |
| Król Gruzji                    | - 1001 Bagrat III 1014                                                 |
| Hrabia Holandii                | - 993 Dirk III 1039                                                    |
| Król Irlandii                  | - 1002 Brian Śmiały 1014                                               |
| Cesarz Japonii                 | - 986 Ichijō 1011                                                      |
| Kalif                          | - 991 Al-Kadir 1031                                                    |
| Hrabia Kastylii                | - 995 Sancho I Garcia 1017                                             |
| Król Kastylii                  | - 1000 Sancho III 1035                                                 |
| Wielki książę Kijowa           | - 978 Włodzimierz I Wielki 1015                                        |
| Patriarcha Konstantynopola     | - 999 Sergiusz II 1019                                                 |
| Władca Korei                   | - 997 Mokjong 1009                                                     |
| Król Leónu                     | - 999 Alfons V 1028                                                    |
| Król Norwegii                  | - 999 Swen Widłobrody 1015                                             |
| Hrabia Palatynatu              | - 994 Ezzon 1034                                                       |
| Papież                         | - 999 Sylwester II 1003 - 1003 Jan XVII 1003 - 1003 Jan XVIII 1009     |
| Hrabia Portugalii              | - 999 Mendo II 1008                                                    |
| Książę Saksonii                | - 973 Bernard I 1011                                                   |
| Król Szkocji                   | - 997 Kenneth III 1005                                                 |
| Król Szwecji                   | - 995 Olof Skötkonung 1022                                             |
| Doża Wenecji                   | - 991 Pietro II Oseolo 1009                                            |
| Król Węgier                    | - 1000 Stefan I Święty 1038                                            |
| Cesarz Wietnamu                | - 980 Lê Hoàn 1005                                                     |

Rok 1003 / MIII
stulecia: X wiek ~
XI wiek ~
XII wiek

lata: 993 «
998 «
999 «
1000 «
1001 «
1002 «
1003
» 1004
» 1005
» 1006
» 1007
» 1008
» 1013

## Wydarzenia w Polsce
- 10/11 listopada – nocą w Międzyrzeczu w napadzie rabunkowym na mniszą pustelnię zginęło pięciu benedyktynów, uznanych za świętych Kościoła rzymskiego (święci Jan z Wenecji, Benedykt z Benewentu, Izaak, Mateusz i Krystyn).

- Po śmierci Władywoja Bolesław I Chrobry zajął Czechy i odmówił złożenia z nich hołdu królowi niemieckiemu Henrykowi II.
- Wojna polsko-niemiecka: Bolesław Chrobry zaatakował Miśnię.
- Państwo Bolesława Chrobrego oprócz Polski obejmowało Czechy, Morawy, Słowację, Łużyce, Milsko i Miśnię, osiągając największy zasięg terytorialny. W dno rzeki Sali wbito legendarne słupy żelazne, mające oznaczać granicę Polski z Niemcami.
- Henryk II zorganizował nieudaną wyprawę na ziemię Milczan należącą do władztwa Chrobrego.

## Wydarzenia na świecie
- Leif Eriksson dotarł do kraju Vinland (na wschodnim wybrzeżu Ameryki).
- Król Francji Robert II najechał Burgundię.
- Początek okresu anarchii feudalnej w Czechach.

## Urodzili się
- Li Yuanhao, przywódca Tangutów, pierwszy władca państwa Xixia (zm. 1048)

## Zmarli
- styczeń – Władywoj, książę czeski (ur. ?)
- 12 maja – Papież Sylwester II (ur. ok. 945)
- 3 sierpnia – At-Ta’i, dwudziesty czwarty kalif dynastii Abbasydów (ur. ok. 929)
- 6 listopada – Papież Jan XVII (ur. ?)
- data dzienna nieznana: 
  - Eryk Rudy, wiking, odkrywca Grenlandii (ur. ok. 950)
  - Wsiesław Iziasławicz, kniaź połocki w latach 1001-1003 (ur. ?)